# Decade Glacier
Decade Glacier är en glaciär i Kanada.   Den ligger i territoriet Nunavut, i den nordöstra delen av landet, 2 700 km norr om huvudstaden Ottawa. Decade Glacier ligger 847 meter över havet.
Terrängen runt Decade Glacier är kuperad åt nordväst, men åt sydost är den bergig. Terrängen runt Decade Glacier sluttar västerut. Trakten runt Decade Glacier är nära nog obefolkad, med mindre än två invånare per kvadratkilometer.. Det finns inga samhällen i närheten.
Trakten runt Decade Glacier är permanent täckt av is och snö.